# Животворен кръст
Свети кръст пренасочва насам.  За манастира в Португалия вижте Свети кръст (Коимбра).
Животворният кръст (гр. ὁ ζῳοποιὸς σταυρός), срещан още и като Дърво на живота, Кръст на истината и Кръст Господен, е кръстът, на който според християнството е разпнат Христос.
Животворният кръст е символ на победата на Христос над Сатаната и е главна християнска реликва всред оръдията на страстта.

## Апокрифи, значение и изображения
Още след разпъването на Христос възниква апокрифна литература за събитието, като целия цикъл от легенди за дървото на живота възниква в Палестина, докато императрицата-майка Елена не открива кръста в 326 г. в Йерусалим, заедно с четирите гвоздея с които Исус е бил прикован към него, заедно с табелата с абревиатурата INRI от кръста. Кръстът заменя като символ рибата на ранните християни, превръщайки се през средновековието в най-изобразявания символ в света. Християнството се налага за официална (държавна) религия (а Константинопол за столица на Римската империя) и постепенно в целия средновековен свят без Персия, Индия и Китай. По време на последната персийско-византийска война 602-628, император Ираклий връща от Ктезифон християнските реликви, сред които е и тази.

## Форма, легенди и откриване
За формата на животворния кръст в схоластиката съществуват спорове, но се приема, че той е класическия, въпреки че, разпятията през античността са се изпълнявали на различни по форма дървени конструкции.

## Храмове в България
В България има няколко храма, посветени на Кръста Господен:
- Параклис „Светия Кръст“ в Асеновград - построен е през 2010 година и се намира на изхода на града в посока село Козаново[2]. Част от Пловдивска епархия на Българската православна църква;
- Параклис „Светия Кръст Господен“ в Малево, община Чепеларе - част от Пловдивска епархия на БПЦ;
- Параклис „Въздвижение на Светия Кръст Господен“ в село Миланово, община Своге - част от Софийска епархия;
- Параклис „Светия Кръст“ в Новаково, община Асеновград - част от Пловдивска епархия;
- Параклис „Светия Кръст“ в Орехово, община Чепеларе - част от Пловдивска епархия;
- Параклис „Въздвижение на Светия Кръст Господен“ в Смолян - осветен е през 2008 година от епископ Антоний, намира се в местността „Корста“ над квартал „Райково“ - част от Пловдивска епархия[3];
- Черква „Въздвижение на Честния и животворящ Кръст Господен“ в квартал „Лозенец“ в София - храмът е осветен през 2017 година от Пловдивски митрополит Николай заедно с епископите Поликарп, Арсений, Яков, Евлогий и Сионий[4] - част от Софийска епархия;
- Параклис „Светия Кръст“ в Тополово, община Асеновград - осветен е през 2020 година от Пловдивски митрополит Николай - част от Пловдивска епархия[5];
- Черква „Въздвижение на Честния Кръст” в Цар Самуил, община Тутракан - част от Русенска епархия[6].

## Галерия
- Разпятие Христово
- Манастирът на Светия Кръст в Йерусалим, където според преданието е намерено Дървото на живота
- Поклонение на Животворния Кръст, след превземането на Светия Град от християните – гравюра от Густав Доре
- Статуята на Света Елена с Животворящия Кръст в базиликата Свети Петър в Рим